# Arena Baltika
Le stade de Kaliningrad (en russe : Стадион Калининград), ou Arena Baltika, est un stade de football situé à Kaliningrad sur l'île Oktiabrski. Il s'agît d'un des stades construits pour accueillir la Coupe du monde de football de 2018. Sa capacité est de 35 212 spectateurs. Il abrite notamment le club du Baltika Kaliningrad dont il remplace l'ancien stade Baltika.
La construction du stade démarre en 2015 et s'achève durant le mois d'avril 2018, celui-ci accueillant son premier match à l'occasion de la rencontre de deuxième division entre le Baltika et le Krylia Sovetov Samara le 11 avril 2018.
L'Arena Baltika est situé à seulement 45 kilomètres de la frontière avec la Pologne (Voïvodie de Varmie-Mazurie), ce qui en fait le stade de la Coupe du monde 2018 le plus proche de l'Union européenne et de l'Espace Schengen.

## Services pour les supporteurs
Adresse du stade — Kaliningrad, Solnetchny boulvar, 25. La capacité courante du stade est 35 000 spectateurs. Il aura des moyens de transport en commun spécialement mis en exploitation vers le Mondial.
Au stade de Kaliningrad, les services suivants sont offerts aux supporteurs :
- support de navigation et d’information par l’intermédiaire des volontaires ;
- information (bureau d’enregistrement des enfants, stockage des poussettes, bureau des objets trouvés) ;
- une consigne ;
- commentaires audio-descriptifs pour les supporteurs non-voyants et malvoyants.

En outre, pour les personnes aux possibilités limitées, dans la structure du stade un secteur avec une disposition spéciale des fauteuils a été installé et cela dans l’objectif du confort des personnes accompagnant et pour manipuler aisément des fauteuils roulants.

## Sécurité
Pour la Coupe du Monde de football 2018 le stade est en train d’être équipé en systèmes de signalisation et d’alerte, en détecteurs de métaux, indicateurs de liquides dangereux et de matières explosives, 30 postes de garde 24 heures sur 24 sont en train d’être organisées.
Vers la Coupe du Monde en Russie la FIFA a rédigé un ensemble des règles pour l’accès des supporteurs aux matchs. Notamment, la FIFA s’efforce à limiter les actes de harcèlement, les actes discriminatoires et extrémistes ou provoquant la haine et l’hostilité.

## Événements
- Coupe du monde de football de 2018
- Championnat d'Europe de rugby à XV des moins de 18 ans 2019

## Matchs de compétitions internationales
Coupe du monde 2018
| Date         | Tour     | Équipe 1   | Score | Équipe 2 | Spectateurs |
| ------------ | -------- | ---------- | ----- | -------- | ----------- |
| 16 juin 2018 | Groupe D | Croatie    | 2 - 0 | Nigeria  | 31 136      |
| 22 juin 2018 | Groupe E | Serbie     | 1 - 2 | Suisse   | 33 167      |
| 25 juin 2018 | Groupe B | Espagne    | 2 - 2 | Maroc    | 33 973      |
| 28 juin 2018 | Groupe G | Angleterre | 0 - 1 | Belgique | 33 973      |

Championnat d'Europe de rugby à XV des moins de 18 ans 2019
|               |        | Équipe 1    | Score | Équipe 2     | Spectateurs |
| ------------- | ------ | ----------- | ----- | ------------ | ----------- |
| 20 avril 2019 | 3e     | Russie U18  | 27:38 | Portugal U18 | 8 100       |
| 20 avril 2019 | Finale | Géorgie U18 | 20:10 | Espagne U18  | 9 700       |

## Galerie

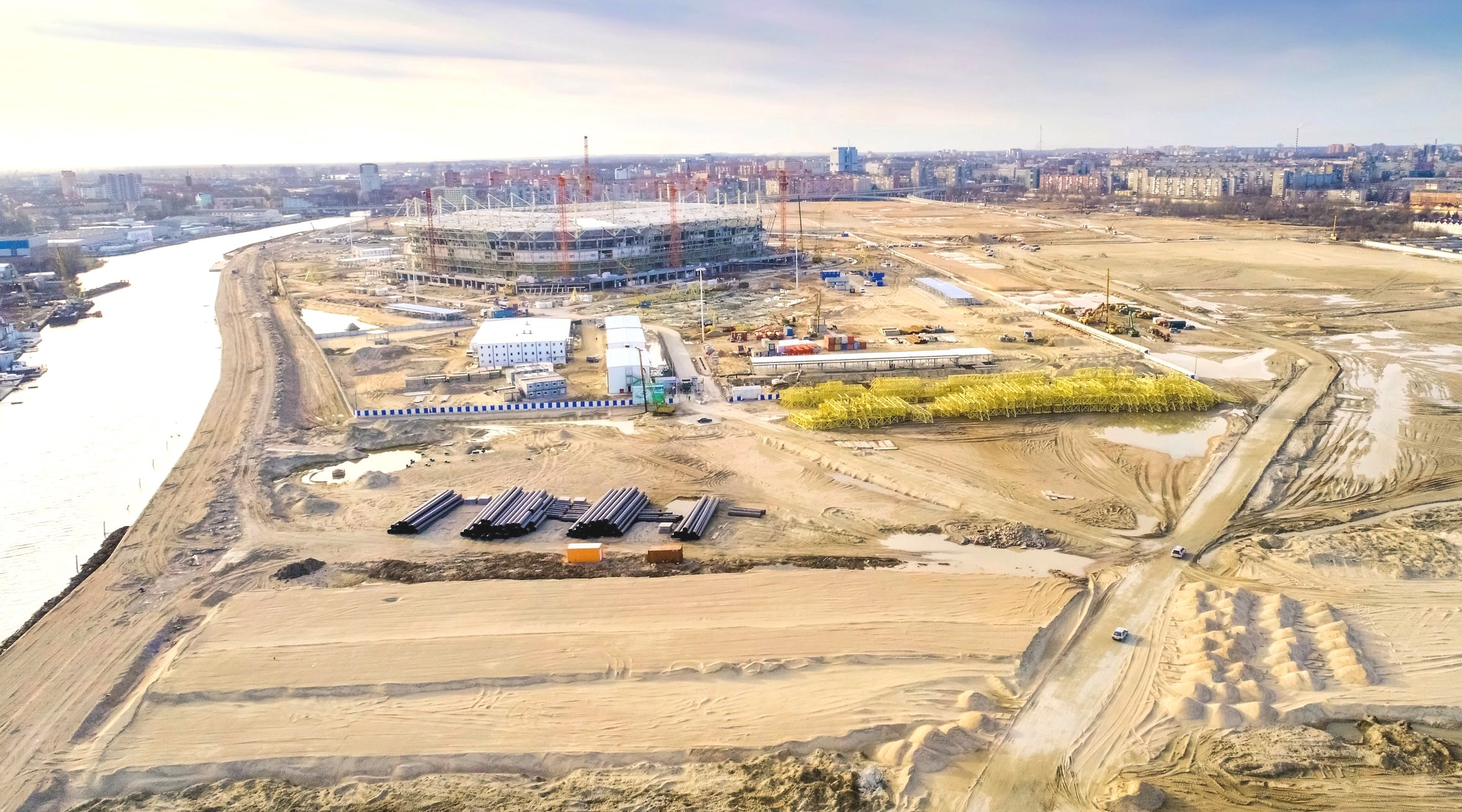
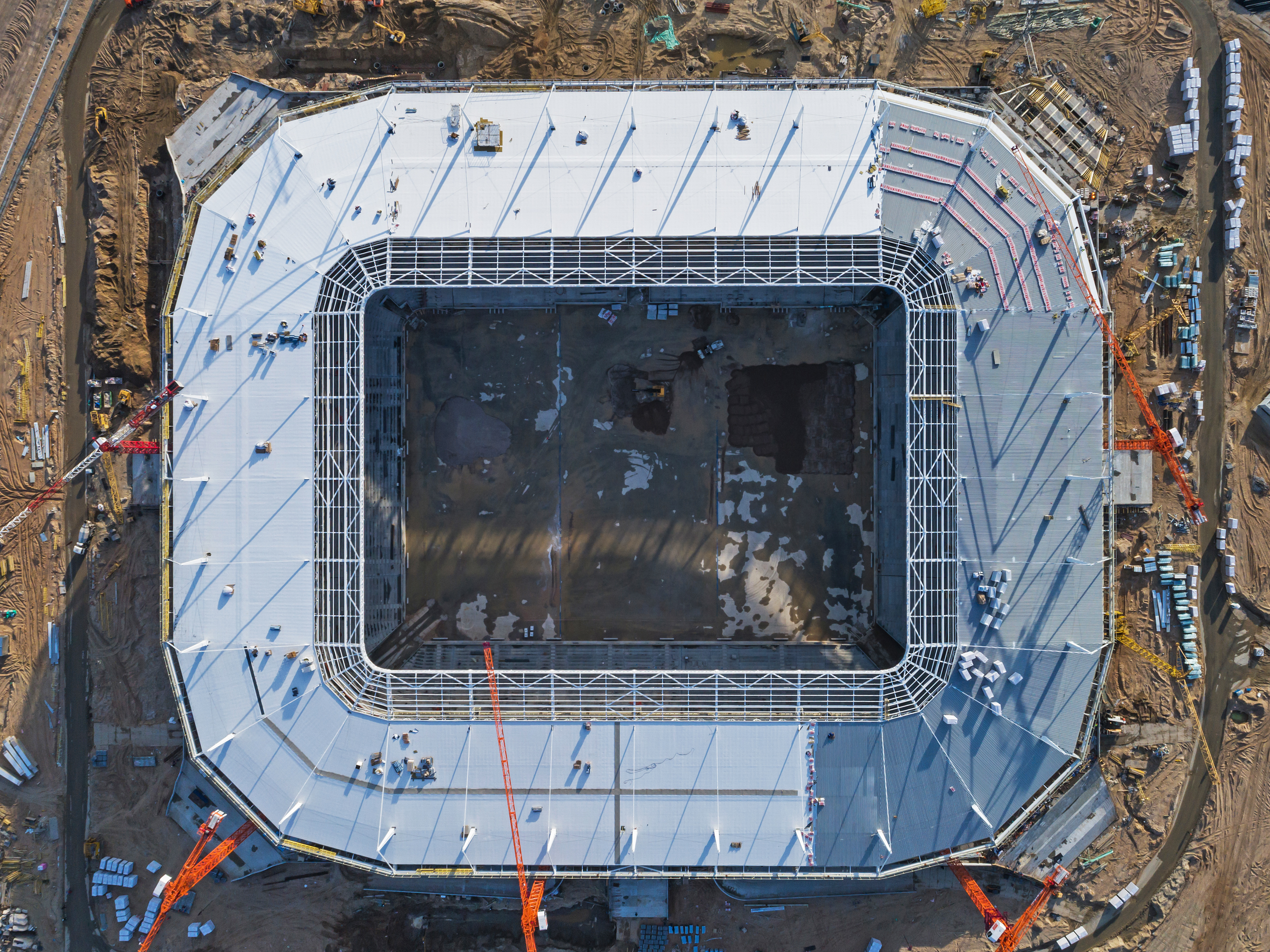
Construction du stade. Mai 2017.